# Matthias Jaeger (Mediziner)
Matthias Jaeger (* 22. November 1937 in Leipzig) ist ein deutscher Arzt und Sanitätsoffizier. Zuletzt war er als Generalstabsarzt der Stellvertreter des Inspekteurs des Sanitätsdienstes.

## Leben
Nach dem Abitur an der Leipziger Richard-Wagner-Oberschule im Jahr 1955 verließ Jaeger die Deutsche Demokratische Republik. In der Bundesrepublik Deutschland legte sein Abitur erneut ab. Er studierte an der Georg-August-Universität Göttingen und der Philipps-Universität Marburg. Er bestand 1963 das Staatsexamen und wurde 1965 als Arzt approbiert. Es folgte die Tätigkeit als Assistenzarzt in der chirurgischen Abteilung im städtischen Krankenhaus Siegen-Weidenau. Im Februar 1967 wurde trat er mit dem Dienstgrad Stabsarzt in die Bundeswehr ein.
Nach der Grundausbildung folgte die Verwendung als Truppenarzt beim Panzergrenadierbataillon 152 in Westerburg. In dieser Verwendung erfolgte die Übernahme zum Berufssoldaten. 1969 wurde Jaeger Chef der 2. Kompanie und Stellvertreter des Bataillonskommandeurs des Sanitätsbataillons 5 in Rennerod, im Oktober 1971 dort selbst Kommandeur. 1974 erfolgte die Versetzung in die Inspektion des Sanitäts- und Gesundheitswesens (InSan) des Verteidigungsministeriums (BMVg) auf den Dienstposten als Referent für Grundsatzfragen der Organisation bei InSan II 2, 1979 die Verwendung im Sanitätsamt der Bundeswehr als Abteilungsleiter G 3 im Dienstgrad Oberstarzt und Leitender Sanitätsoffizier der Zentralen Sanitätsdienststellen der Bundeswehr (ZSanDBw). Ab Oktober 1981 war er im BMVg Referatsleiter InSan II 2 und ab Mai 1983 Referatsleiter InSan II 5. 1987 wurde er an der Ludwig-Maximilians-Universität München zum Dr. med. promoviert. Mit der Verwendung als Stellvertreter des Amtschefs im Sanitätsamt der Bundeswehr ab Oktober 1987 erfolgte die Beförderung zum Generalarzt und mit der Versetzung auf den Dienstposten als Stellvertreter des Inspekteurs des Sanitäts- und Gesundheitswesens. im Oktober 1989 die Beförderung zum Generalstabsarzt. Am 30. Juni 1993 erfolgte die Zurruhesetzung.
Jaeger ist verheiratet und Vater von zwei Kindern. Er wohnt in Meckenheim (Rheinland).